# Sedera Randriamparany
Sedera Mathieu Randriamparany (sinh ngày 3 tháng 5 năm 1990) là một cầu thủ bóng đá người Madagascar. Hiện tại anh thi đấu cho JS Saint-Pierroise ở Réunion.